# Tüllinger Berg und Tongrube Rümmingen
Tüllinger Berg und Tongrube Rümmingen este o arie protejată (arie specială de conservare — SAC, sit de importanță comunitară — SCI) din Germania întinsă pe o suprafață de 341,73 ha, integral pe uscat.

## Localizare
Centrul sitului Tüllinger Berg und Tongrube Rümmingen este situat la coordonatele 47°36′29″N 7°38′11″E / 47.6081°N 7.6364°E.

## Înființare
Situl Tüllinger Berg und Tongrube Rümmingen a fost declarat sit de importanță comunitară în ianuarie 2005 pentru a proteja 1 specie de plante și 2 specii de animale. Situl a fost protejat și ca arie specială de conservare în ianuarie 2019.

## Biodiversitate
Situată în ecoregiunea continentală, aria protejată conține 3 habitate naturale: Pajiști uscate seminaturale și facies de acoperire cu tufișuri pe substraturi calcaroase (Festuco-Brometalia) (* situri importante pentru orhidee), Fânețe de joasă altitudine (Alopecurus pratensis, Sanguisorba officinalis), Păduri de fag Asperulo-Fagetum.
La baza desemnării sitului se află mai multe specii protejate:
- plante (1): mușchi (Dicranum viride)
- amfibieni (2): izvoraș-cu-burta-galbenă (Bombina variegata), triton cu creastă (Triturus cristatus)